# Honczariwka (obwód tarnopolski)
Honczariwka (ukr. Гончарівка; do 1946 roku Wyczółki) – wieś na Ukrainie w obwodzie tarnopolskim, w rejonie czortkowskim.
Do 2020 w rejonie monasterzyskim.